# Paepalanthus montanus
Paepalanthus montanus är en gräsväxtart som beskrevs av Silveira. Paepalanthus montanus ingår i släktet Paepalanthus och familjen Eriocaulaceae. Inga underarter finns listade i Catalogue of Life.